# Johannes Fehling

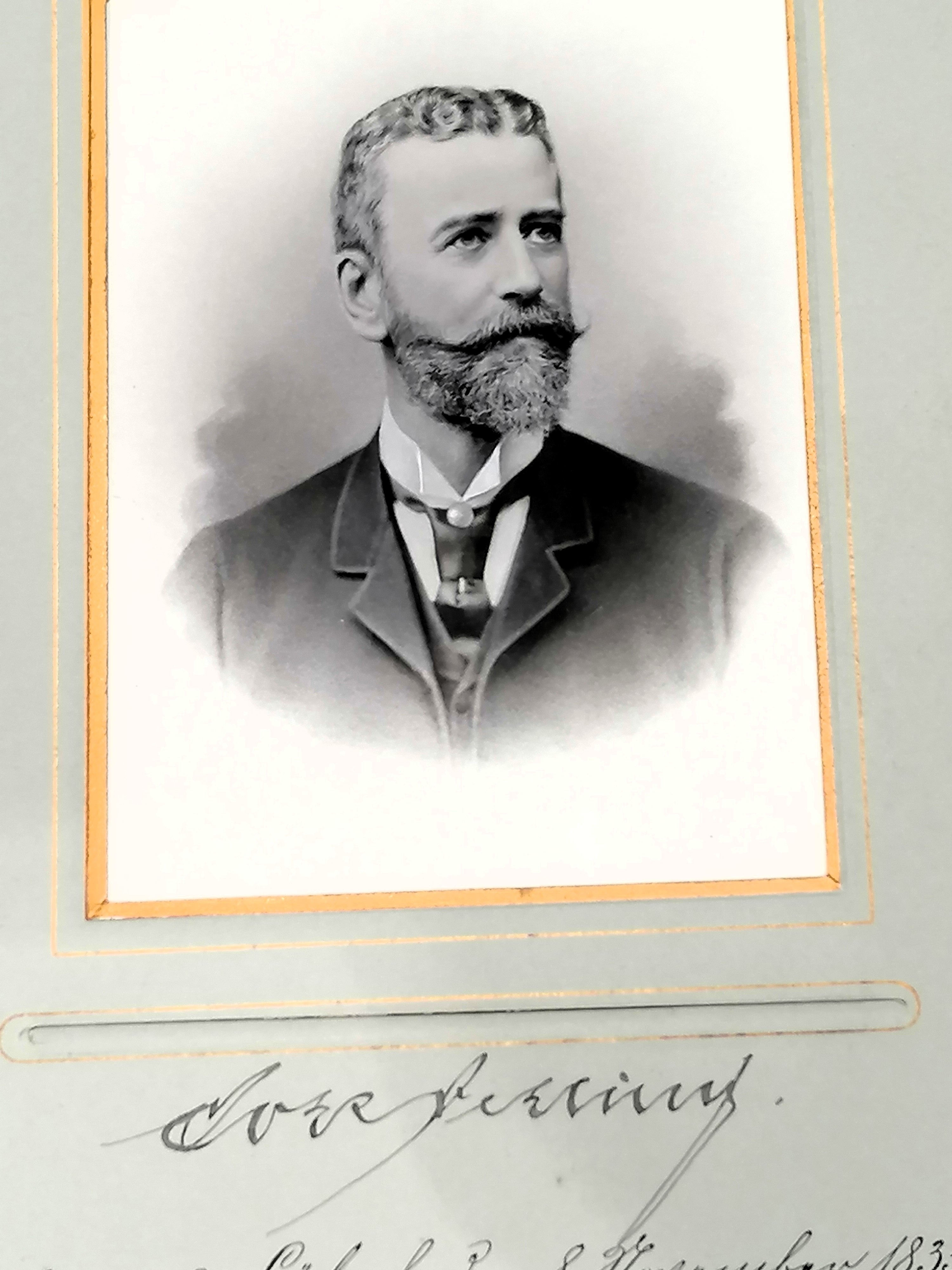
Johannes Fehling

Johannes Fehling (* 18. November 1835 in Lübeck; † 19. November 1893 ebenda) war ein deutscher Kaufmann und Senator der Freien und Hansestadt Lübeck.

## Leben
Seine kaufmännische Ausbildung erhielt Fehling hanseatisch, klassisch in Altona, Bremen, Bordeaux und Glasgow. 1859 wurde er in Lübeck Teilhaber in der Firma seines Vaters Johannes Christoph Fehling († 1882), die fortan als Johs. Fehling & Sohn firmierte. 1861 wurde er Teilhaber der Lübecker Firma Charles Petit & Sohn. Ab 1866 vertrat er als Konsul in Lübeck die Interessen des Kaiserreichs Österreich. 1876 wurde Fehling Mitglied der Lübecker Bürgerschaft. Er war ehrenamtlicher Handelsrichter und Mitglied der Seeschiffahrtskommission in Berlin auf Reichsebene. 1878 wurde er in den Senat der Stadt gewählt und vertrat dort zunächst Schifffahrtsinteressen in der Kommission für Handel und Schifffahrt, deren Präses er von 1892 bis zu seinem Tod war. Er wirkte weiter für die Seefahrtschule und war Kommissar für die Seewarte. Fehling war Vorsitzender der Vorsteherschaft des Allgemeinen Krankenhauses (1880–1893) und hat sich um den Neubau des Lübecker Krankenhauses und dessen Verwaltungsreform verdient gemacht. Er war weiter Mitglied des Finanzdepartements der Stadt und gehörte 1884–1893 der Kommission für Reichs- und Auswärtige Angelegenheiten des Senats an.

## Familie

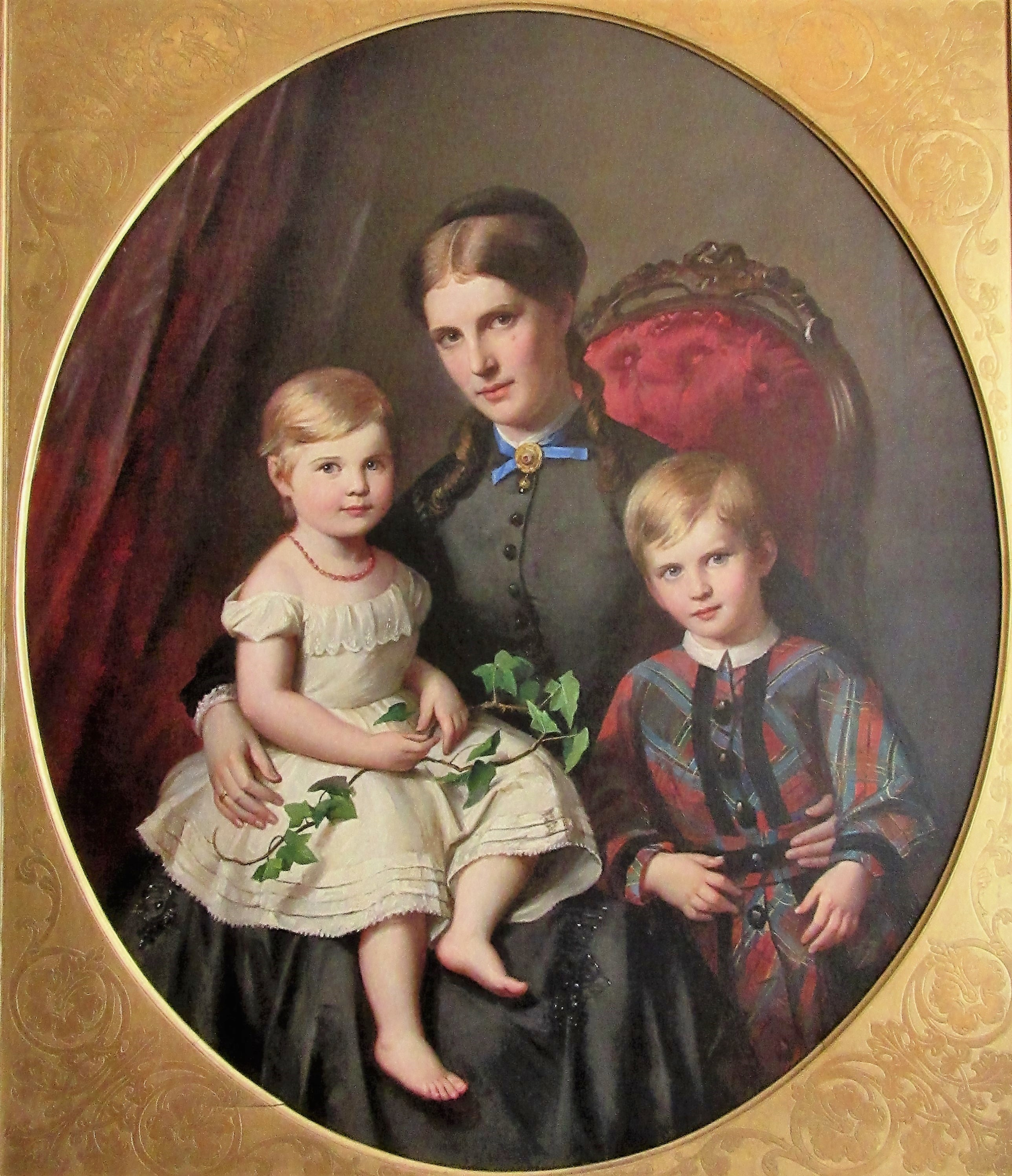
Louis Asher: Henriette Charlotte Fehling mit den beiden ältesten Kindern Johannes Heinrich (* 1863) und Emilie Charlotte Adele (* 1865), entstanden vor 1867 (Sammlung Behnhaus)

Er war verheiratet mit Henriette Charlotte (Tottie, * 1. April 1840 in Lübeck; † 19. November 1929 ebenda), geb. Harms, einer Tochter des Weinhändlers und Konsuls Johann Heinrich Harms (1810–1893) und seiner Frau Charlotte, geb. Leithoff (1819–1903). Von den fünf Söhnen und drei Töchtern des Paares heiratete die Tochter Adele 1890 den in den Reihen des 2. Hanseatischen Infanterie-Regiments stehenden Sekondeleutnant Bernhard von Hindenburg.
Mit seinem Tod machte er nach Lübecker Verfassungsrecht den Platz für seinen jüngeren Bruder, den späteren Bürgermeister Emil Ferdinand Fehling, im Senat frei.

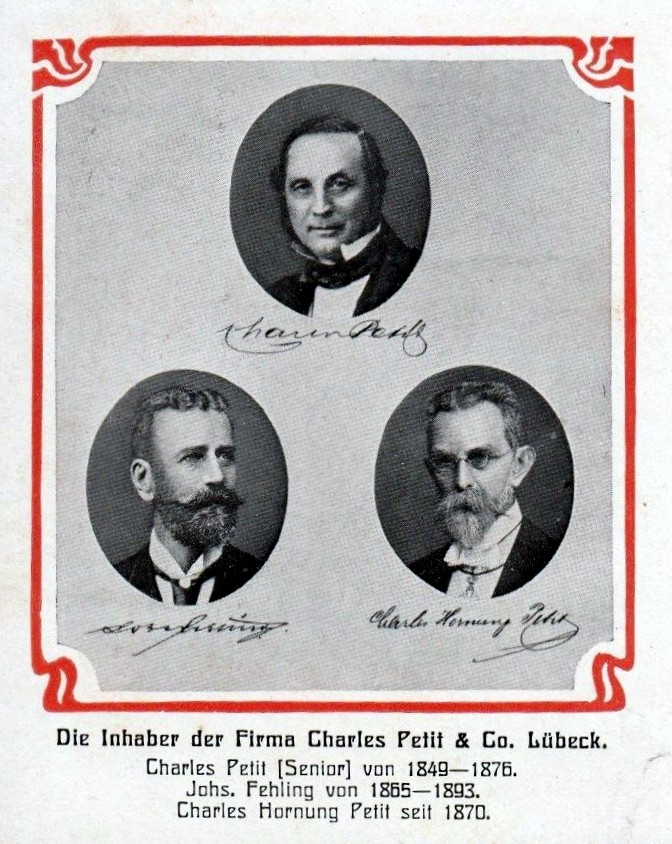
Firmeninhaber der Fa. Petit
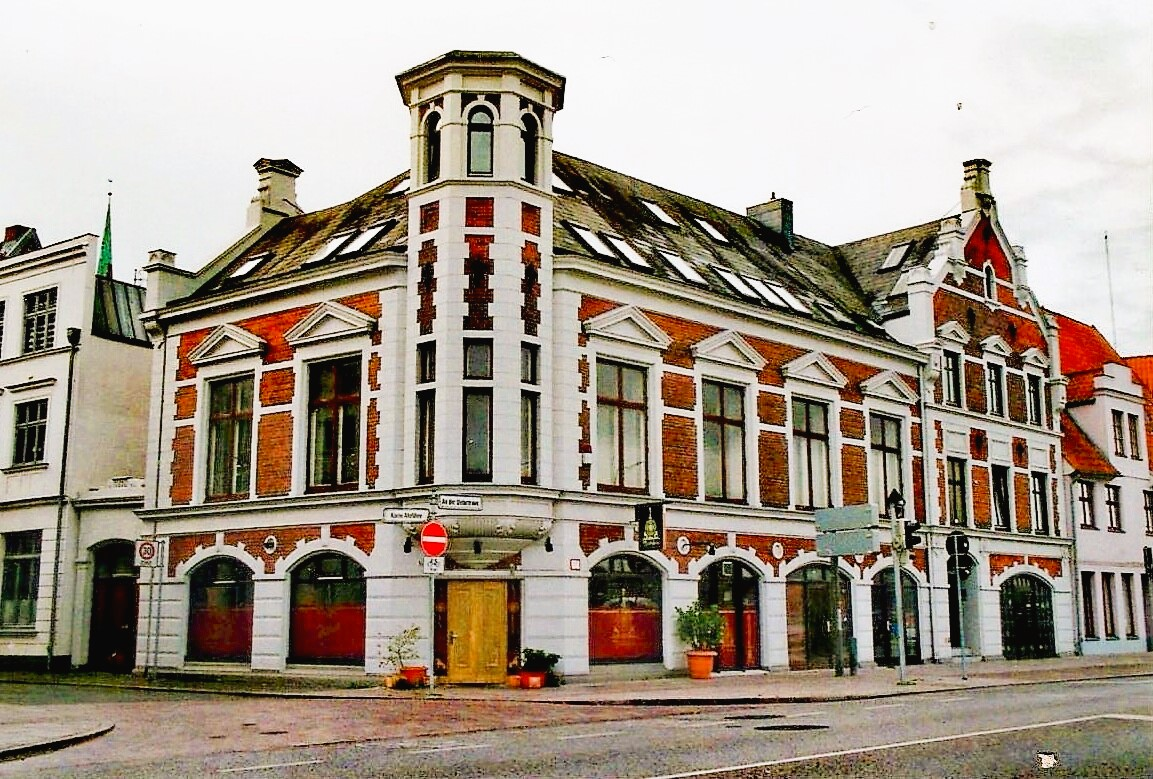
Petit-Haus von 1876 an der Ecke An der Untertrave 3/Kleine Altefähre in der Lübecker Altstadt
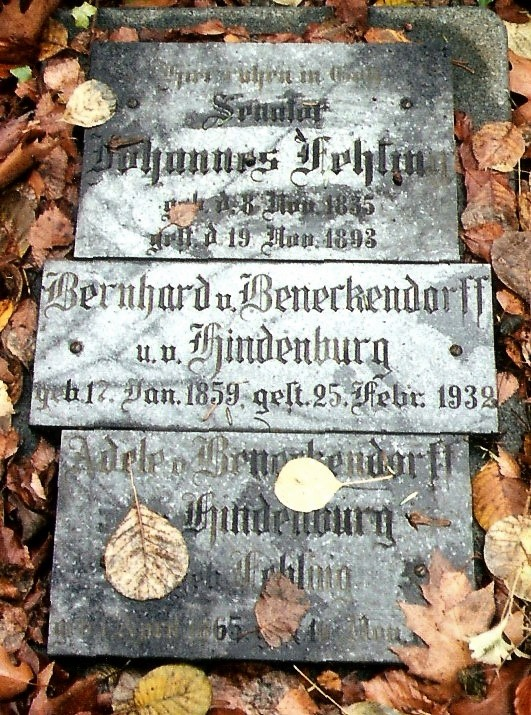
Fehling'sches Urnengrab auf dem Burgtorfriedhof